# 진안 영모정
진안 영모정(鎭安 永慕亭)은 대한민국 전북특별자치도 진안군에 있는, 고종 6년(1869)에 효자 신의연의 효행을 기리고 본받기 위해 세운 건물이다. 1984년 4월 1일 전라북도의 문화재자료 제15호로 지정되었다.

## 개요
영모정은 조선 고종 6년(1869)에 효자 신의연을 추모하여 세운 것으로, 냇가에 자리하고 있다.
지붕에는 기와가 아닌 작은 점판암 판돌을 가지런하게 얹었다. 마루 아래 각각의 기둥 밑에는 거북머리 모양의 둥근 주춧돌을 놓았다. 건물 안 남쪽 가운데에 영벽루라고 쓰인 나무판과 윤성진의 글을 걸어 놓았다. 영모정에서 가까운 원노촌 마을과 하미마을의 갈림길 옆에는 신의연을 기려세운 효자각이 있다.

## 참고 자료
- 영모정 - 국가유산청 국가유산포털